# IHeartRadio
iHeartRadio是清晰頻道通信公司推出的一款免費廣播、播客和網路電台 。它成立于2008年4月。截至2019年，iHeartRadio在美国共有850多个电台以及来自其他媒体的数百个电台。此外iHeartRadio還有250,000个播客，擁有音樂推薦系統和点播功能，并允许收听者保存和重播實時廣播中正在播放的歌曲。点播功能則需要額外的订阅费。iHeartRadio可在250多个平台和2,000种设备上使用，包括智能音箱、車用音響、平板电脑、可穿戴设备、智能手机、虚拟助手、电视和游戏机。

## 中國大陸封鎖
依據GreatFire測試，其網站在中國大陸被當局的網墻封鎖，即當地網民無法正常訪問該網站，2020年1月或更早起遭受封鎖至今。

## 外部連結
- iHeartRadio